# Habitatge al carrer Sant Pere, 91 (Vic)
L'Habitatge al carrer Sant Pere, 91 és una obra barroca de Vic (Osona) inclosa a l'Inventari del Patrimoni Arquitectònic de Catalunya.

## Descripció
Casa mitgera amb planta baixa i dos pisos, coberta a dues vessants. És de dos trams i a jutjar per l'arquitectura la planta fou dividida en dos habitatges, ja que de cada un dels portals arrenca un escala. Els portals de la planta són d'arc rebaixat sostinguts damunt d'impostes, tot de pedra. Són semi tapiats i s'hi obren finestres. Al primer pis hi ha dos balcons de la mateixa tipologia d'arcs i els ampits són de pedra i les baranes de ferro. Al segon pis, els balcons tenen l'ampit semicircular, però, l'obertura és rectangular. El material constructiu d'aquest indret varia i llurs murs arrebossats. Les obertures segueixen gradació en les mides segons l'alçada. Ràfec ampli amb colls de fusta. L'estat de conservació és dolent i es troba gairebé en runes.

## Història
Edifici interessant per la transformació en casa plurifamiliar. Situat a l'antic raval del carrer Sant Pere, el creixement del qual fou degut a la creació d'obres públiques i assistencials. En aquest sentit, el rei Jaume I, al 1245, hi estableix una orde de mercedaris i el mateix monarca mana desplaçar l'antic camí de Barcelona del carrer St. Francesc al carrer de Sant Pere, això portà a la construcció del pont Pedrís damunt el riu Mèder. Al segle xiv s'hi instal·laren els primers edificis de l'hospital que al segle xvi culminarien amb l'edifici actual. Al segle xviii s'hi construí l'actual església dels Trinitaris. El carrer St. Pere sembla viure d'esquena a la modernització i restauració dels altres nuclis urbans.